# 태양의 서커스 월드 어웨이
태양의 서커스 월드 어웨이(Cirque du Soleil Worlds Away)는 미국에서 제작된 앤드류 아담슨 감독의 2012년 공연실황 영화이다. 맷 질랜더스 등이 주연으로 출연하였고 제임스 카메론 등이 제작에 참여하였다.

## 출연

### 주연
- 맷 질랜더스
- 제이슨 베런트
- 달라스 바넷
- 루츠 할버브너
- 소피아 엘리자베스

### 조연
- 에리카 린즈
- 이고르 자리포브
- 존 클락

## 제작진
- 총괄프로듀서: 캐리 그래너트
- 총괄프로듀서: 에드 존스
- 프로듀서: 애론 워너
- 라인프로듀서: 팀 코딩턴
- 특수효과: 커스틴 브래드필드
- 시각효과: 나단 아버클